# Conflict Armament Research
Conflict Armament Research (CAR) — британська дослідницька організація, яка відстежує постачання звичайної зброї, боєприпасів і пов'язаного військового обладнання (наприклад, саморобних вибухових пристроїв) у зони конфлікту. CAR була заснована у 2011 році. Організація спеціалізується на співпраці з урядами, щоб з'ясувати, як зброя потрапляє в зони бойових дій і в руки терористів і повстанських груп.
CAR підтримує глобальну систему звітності про зброю iTrace, яка фінансується ЄС та урядом Німеччини. CAR також надає послуги технічної підтримки, включаючи навчання та розбудову потенціалу.